# Society of Nigerian Artists
SNA (Society of Nigerian Artists) è la Società degli Artisti Nigeriani.
È l'organo professionale di riferimento per tutti gli artisti che praticano arti visive in Nigeria. La sua mission è quella di diffondere l'arte nigeriana tramite la realizzazione di mostre, ricerche e pubblicazioni.
Esiste per incoraggiare e promuovere gli artisti nigeriani, funge da piattaforma per uno scambio di idee e opinioni con la finalità di contribuire positivamente allo sviluppo dell'arte nazionale. È stata fondata nel 1963 da artisti emergenti di varie scuole e università d'arte e di membri della Zaria Art Society.
La prima riunione della Società si è tenuta nel 1963. Durante l'incontro venne scelto il nome della società  e vennero eletti come patrocinatori, Capo Aina Onabolu, il Prof. Ben Enwonwu e il Prof. Charles P. Argent che scelsero di posizionare la sede della SNA nella città di Lagos.
L'inaugurazione della  Società prese luogo nel gennaio 1964. Per l'occasione si tenne una mostra caratterizzata da 84 opere realizzate da 12 soci fondatori. 
Le mostre successive dettero spazio a più artisti e opere realizzate con tecniche differenti: scultura, pittura, grafica, fotografia, stampa, disegno, ceramica e design tessile.
Inizialmente potevano far parte della SNA solo artisti consolidati e riconosciuti in quanto tali. Attualmente possono diventare membri anche gli studenti d'arte, gli autodidatti e gli artisti nigeriani in diaspora.

## Obiettivi e finalità
Tra gli obiettivi della Società vi sono: promuovere l'arte nigeriana, migliorare il benessere degli artisti e difendere i loro diritti, proteggere il patrimonio artistico e favorirne la comprensione, creare un punto d'incontro per gli artisti nigeriani in modo tale che possano mantenere contatti tra loro, pubblicizzare l'arte nigeriana a livello nazionale e internazionale e infine, creare un ente con cui il governo, le organizzazioni o altre autorità ufficiali e non, possano ricorrere per eventuali consulenze riguardanti qualsiasi tipo d'interesse riguardante l'arte nigeriana.

## Suddivisione e zone
La Società degli Artisti Nigeriani è suddivisa in quattro zone: West, East, Middle Belt e North.
Ogni zona raggruppa le città e gli artisti di riferimento. Lagos fa parte della zona West.

## Current Leadership
- President  ‘’ Muhammad Sulaiman ‘’
- Vice Presidents

```
- Dr. Gabriel Gyegwe (North), 
- Ezekiel Udubrae, (North Central Zone)
```

- Archibong Bassey (South East Zone)
- Otunba Nkang Ini Dan (South West Zone)
- Secretary General ‘’ Rowland Goyit ‘’
- Treasurer - Vera Chijioke,
- Assistant Secretary General - Bala Haruna
- Financial Secretary - Dr Ephraim Ugochukwu
- Welfare Secretary - Dr Umana Nnochiri
- Assistant Welfare Secretary - Rabiu Badamasi
- Publicity Secretary - Binta Abbah

## Pubblicazioni
- 2010 October Rain 2010, Foreword by Oliver Enwonwu Essay by Kehinde Adepegba
- 2010 Water Colour, Pastel and Drawing Exhibition, Foreword by Oliver Enwonwu
- 2009 Dialogue between Cultures, Foreword by Philippe Lebreton   Oliver Enwonwu
- 2009 October Rain, Forword by Oliver Enwonwu Essays by Dr Ademola Azeez, Kenneth Nwagbogu, Rukeme Noserime
- 2008 October Rain, Foreword by Olu Ajayi, Oliver Enwonwu Essays by Adeleye Makanju, MA (Visual Art), Akeem A. Balogun, Kehinde Adepegba

## National Executive Council Members
- President   Muhammad Sulaiman

- Vice Presidents

- Dr. Gabriel Gyegwe  (North)

- Ezekiel Udubrae  (North Central Zone)

- Archibong Bassey  (South East Zone)

- Otunba Nkang Ini Dan  (South West Zone)

- Secretary General  Rowland Yohanna Goyit

- Treasurer  Vera Chijioke

- Assistant Secretary General  Bala Haruna

- Financial Secretary  Dr Ephraim Ugochukwu

- Welfare Secretary  Dr Umana Nnochiri

- Assistant Welfare Secretary  Dr Rabiu Badamasi

- Publicity Secretary  Binta Abbah